# Pygostrangalia kurodai
Pygostrangalia kurodai là một loài bọ cánh cứng trong họ Cerambycidae.